# اوآلبومین

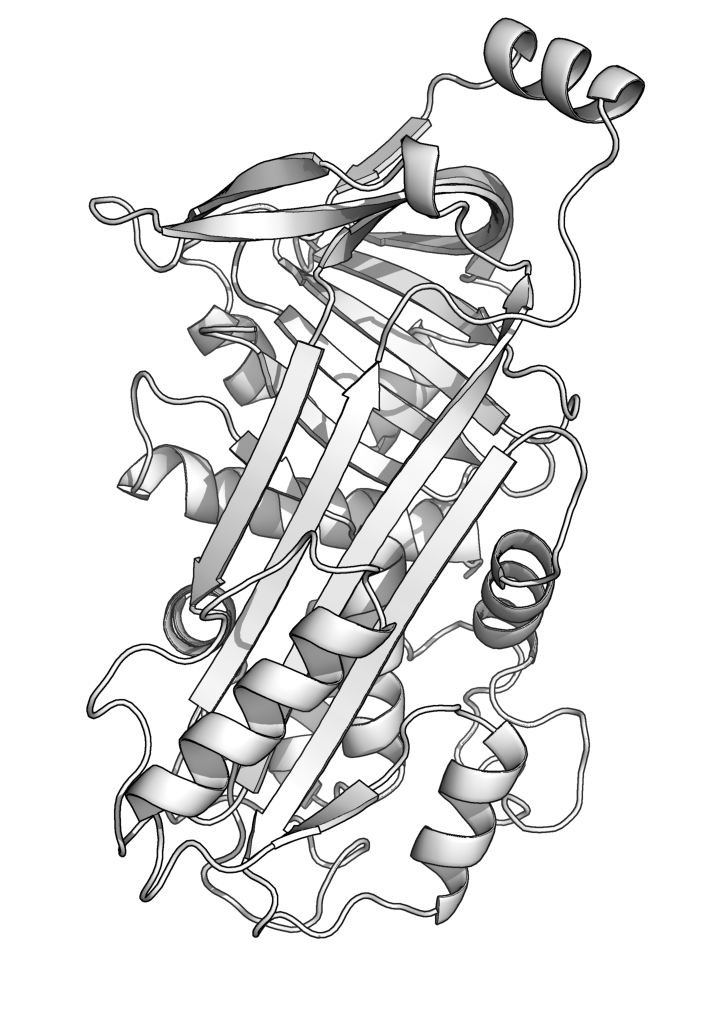

اوآلبومین (انگلیسی: Ovalbumin) یکی از پروتئین‌های اصلی سفیده تخم‌مرغ است. به‌طور تقریبی ۵۵ درصد از پروتئین‌های سفیده تخم‌مرغ از اوآلبومین تشکیل شده‌است.